# Museu Paranaense
O Museu Paranaense é um museu brasileiro sediado em Curitiba, capital do Estado do Paraná.

## História
Mantido pelo governo estadual, foi fundado em 25 de setembro de 1876, sendo considerado o terceiro museu mais antigo do Brasil.

### A fase científica do museu
Entre 1941 e 1954, o museu passou por uma fase que é chamada de científica por tratar-se de um período em que a instituição se destacou por sua atuação nas áreas de zoologia, geologia e botânica. Durante esse período foram publicados 11 volumes dos "Arquivos do Museu Paranaense" que trazem artigos originais de cientistas brasileiros e estrangeiros. Ao todo foram publicados mais de 2.700 páginas e quase 100 artigos científicos, tendo destaque a monografia de Reinhard Maack, de 1945, que foi a primeira defesa formal da tese de Alfred Wegener sobre a deriva continental. Além disso, dois nomes se destacam dentro dessa fase de intensa produção científica: Jesus Santiago Moure e Frederico Waldemar Lange. Jesus Moure ocupou a direção da seção de zoologia quando tornou-se uma referência na área de sistemática de abelhas. Já Frederico Lange, diretor da seção de geologia, seria uma figura importante dentro da paleontologia, principalmente pelo estudo de microfósseis. 

## Estrutura
Sua sede esta instalada no Palácio São Francisco, ocupando uma área de 4.700 m².
Além das salas de exposições históricas do acervo, possui salas para exposições temporárias organizadas dentro de temáticas com contexto histórico e social. Possui biblioteca, auditório, laboratório e salas para cursos, além de realizar, sistematicamente, cursos, palestras, oficinas e apresentações artísticas. Também desenvolve projetos culturais voltados a vários segmentos sociais, como idosos, estudantes, professores.

### Pavilhão de "Ocupação do Território Paranaense"
Anexo ao museu, há o "Pavilhão de Ocupação do Território Paranaense", onde uma linha do tempo proporciona ao visitante a visão cronológica da história do Paraná, desde a pré-história até o início do século XX, com a chegada dos imigrantes. Ali são abordados aspectos como: achados arqueológicos, os indígenas, as reduções jesuíticas, o tropeirismo, a religião, o povoamento do litoral, primeiro e segundo impérios, o Ciclo do Mate, numismática, a emancipação política do Paraná, o povoamento de Curitiba, as artes, a educação, a Guerra do Paraguai, a Revolução Federalista, o Contestado e a imigração. São objetos, armas, adornos, cuidadosamente dispostos para proporcionar uma belíssima visão da história do Paraná. O visitante tem ainda a oportunidade de apreciar obras de arte de renomados artistas paranaenses, entre eles Alfredo Andersen, Arthur Nísio, Theodoro de Bona e João Turin.